# Бертен, Эдуард
Эдуа́рд Франсуа́ Берте́н (фр. Édouard François Bertin; 7 октября 1797, Париж — 13 сентября 1871, там же) — французский живописец и рисовальщик, а также журналист и издатель.

## Биография и деятельность
Родился в Париже в 1797 году, второй сын парижского издателя газеты «Journal des débats» Луи-Франсуа Бертена.
Первоначально посвятил себя пейзажной живописи. Ученик Жироде-Триозона, Ксавье Бидо́ и Луи-Этьена Ватле, выпускник парижской Школы изящных искусств. Несколько лет путешествовал по Италии, Сицилии, Греции, Малой Азии, Египту. Привёз домой массу эскизов, среди которых в особенности выделялись сделанные углём. Писал также картины. Выставлялся на парижском салоне художников вплоть до 1854 года.
После смерти старшего брата Армана (1854) стал во главе газеты, которую вёл уверенно и с большим талантом.
Скончался в 1871 году в Париже. Газетное дело продолжили его зятья — Леон Сэй и Жюль Бапст.

## Произведения искусства
Некоторые творения Эдуарда Бертена представлены в парижском музее Орсе.